# Зубринська сільська рада
Зубринська сільська рада (у 1924—25 роках — Зубринсько-Човнівська сільська рада) — колишня адміністративно-територіальна одиниця та орган місцевого самоврядування у Хорошівському (Кутузівському, Володарському, Володарсько-Волинському) і Черняхівському районах Коростенської й Волинської округ, Київської й Житомирської областей Української РСР та України з адміністративним центром у с. Зубринка.

## Загальні відомості
Водойми на території, підпорядкованій даній раді: річка Іршиця.

## Населені пункти
Сільській раді були підпорядковані населені пункти:
- с. Зубринка
- с. Вишняківка
- с. Ліски
- с. Михайлівка
- с. Ставки
- с. Човнова

## Населення
Кількість населення ради, станом на 1923 рік, становила 1 422 особи, кількість дворів — 222.
Відповідно до результатів перепису населення СРСР, кількість населення ради, станом на 12 січня 1989 року, становила 1 688 осіб.
Станом на 5 грудня 2001 року, відповідно до перепису населення України, кількість мешканців сільської ради становила 1 385 осіб.

## Склад ради
Рада складалась з 16 депутатів та голови.

### Керівний склад сільської ради
| ПІБ                          | Основні відомості                                                 | Дата обрання | Дата звільнення |
| ---------------------------- | ----------------------------------------------------------------- | ------------ | --------------- |
| Косякевич Віктор Миколайович | Сільський голова, 1967 року народження, освіта, безпартійний      | 26.03.2006   | 31.10.2010      |
| Косякевич Віктор Миколайович | Сільський голова, 1967 року народження, освіта вища, безпартійний | 31.10.2010   |                 |

Примітка: таблиця складена за даними джерела

## Історія
Створена 1923 року, в складі с. Зубринка та колоній Осівка й Острівка Кутузівської волості Житомирського повіту Волинської губернії. 23 лютого 1924 року, відповідно до рішення Волинської ГАТК (протокол № 7/2 «Про зміни меж округів, районів та сільрад»), до складу ради включено с. Човнова ліквідованої Човнівської сільської ради Кутузівського району, з перейменуванням ради на Зубринсько-Човнівську; колонії Осівка та Острівка передано до складу новоствореної Лісківської сільської ради Кутузівського (згодом — Володарський, Володарсько-Волинський) району Коростенської округи. 1 серпня 1925 року сільраді повернуто назву Зубринська.
Станом на 1 вересня 1946 року сільська рада входила до складу Володарсько-Волинського району Житомирської області, на обліку в раді перебували села Зубринка та Човнова.
11 серпня 1954 року, внаслідок виконання указу Президії Верховної ради Української РСР «Про укрупнення сільських рад по Житомирській області», до складу ради приєднано села Вишняківка та Ліски ліквідованої Лісківської сільської ради Володарсько-Волинського району. 2 вересня 1954 року, відповідно до рішення Житомирського облвиконкому № 1087 «Про перечислення населених пунктів в межах Житомирської області», с. Човнова передане до складу Дашинської сільської ради. 5 березня 1959 року, відповідно до рішення Житомирського ОВК № 161 «Про ліквідацію та зміну адміністративно-територіального поділу окремих сільських рад області», до складу ради включено села Михайлівка і Ставки ліквідованої Ставківської сільської ради та Човнова Дашинської сільської ради Володарсько-Волинського району.
На 1 січня 1972 року сільська рада входила до складу Володарсько-Волинського (згодом — Хорошівський) району Житомирської області, на обліку в раді перебували села Вишняківка, Зубринка, Ліски, Михайлівка, Ставки та Човнова.
Припинила існування 27 грудня 2016 року через об'єднання до складу Хорошівської селищної територіальної громади Хорошівського району Житомирської області.
Входила до складу Хорошівського (Кутузівського, Володарського, Володарсько-Волинського, 7.03.1923 р., 8.12.1966 р.) та Черняхівського (20.12.1962 р.) районів.